# Sant Joan de Burgo
Sant Joan de Burgo és l'església parroquial del poble de Burgo, en el terme municipal de la Guingueta d'Àneu, a la comarca del Pallars Sobirà. Pertany al territori de l'antic terme d'Unarre. Està situada 75 metres separada del poble, al sud-oest.

## Descripció
Petita església d'una sola nau i capçalera rectangular a l'est. La capçalera està coberta amb volta de canó i la resta de la nau amb un enfustat que l'imita. A la façana oest, als peus de la nau, està situada la porta de mig punt, sobre la qual apareix un petit nínxol i per damunt d'aquest, un òcul. Remata la façana una espadanya de dos ulls amb arcs de mig punt lleugerament ferrats. El llosat de llicorella és a dues vessants. Els parament externs són de pedra pissarrosa i granítica del país, sense desbastar excepte als angles formats per blocs més o menys rectangulars de gran mida. La façana està recoberta per una capa de calç.